# General Guido (município)

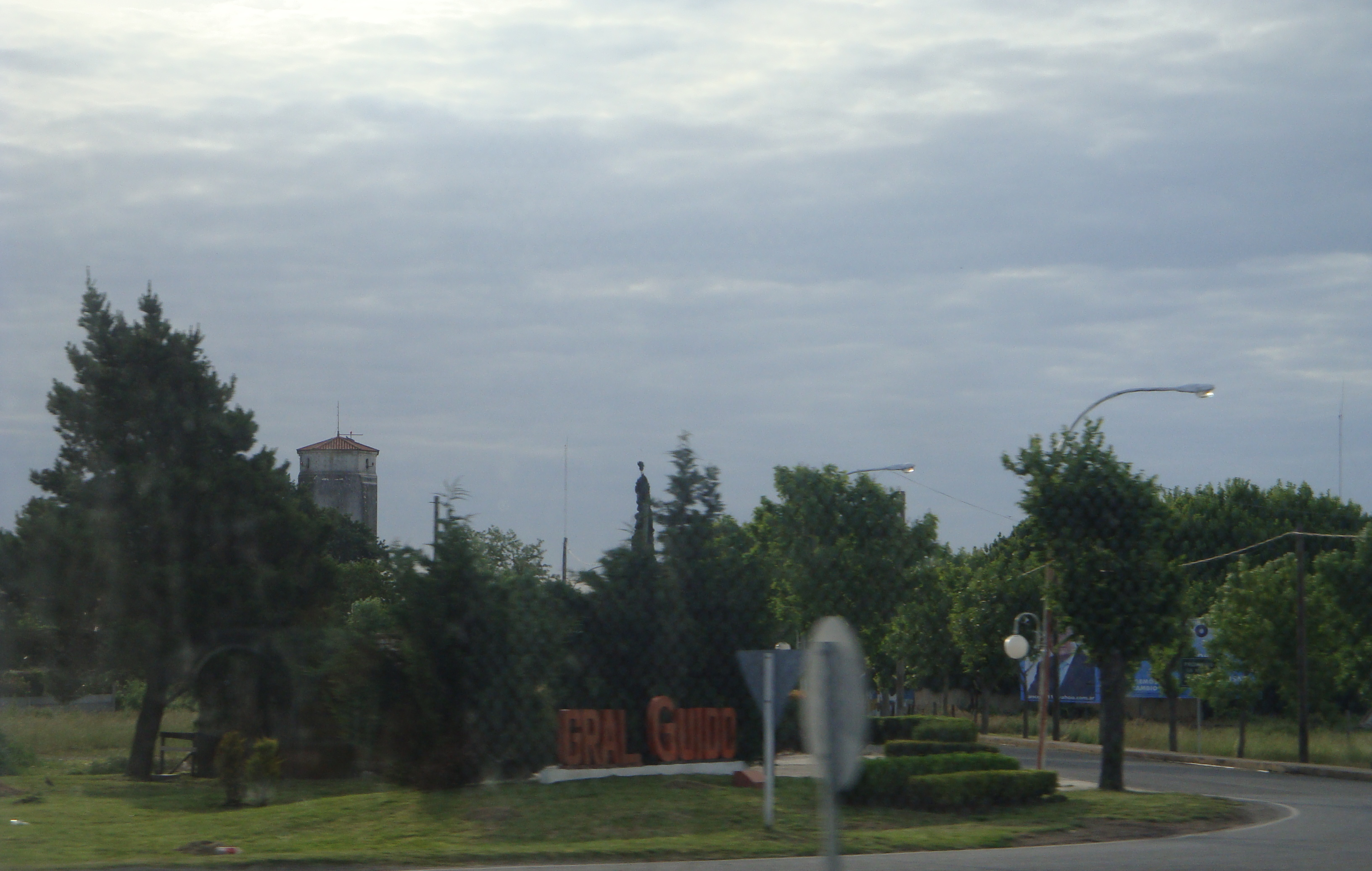
Entrada de General Guido, Província de Buenos Aires

General Guido (partido) é um partido (município) da província de Buenos Aires, na Argentina. Possuía, de acordo com estimativa de 2019, 2.887 habitantes.